# Norwood Young America
Norwood Young America ist eine Stadt im US-Bundesstaat Minnesota im Carver County. Das U.S. Census Bureau hat bei der Volkszählung 2020 eine Einwohnerzahl von 3.863 ermittelt.
Viele Einwohner der Gemeinde haben deutsche Vorfahren, weswegen seit über 140 Jahren jedes Jahr im August das Stiftungsfest abgehalten wird, eine Art kleines Oktoberfest mit Musik im Bierzelt und einigen Attraktionen im Außenbereich. Dazu wird jährlich eine deutsche Blaskapelle eingeflogen.

## Geografie
Nach den Angaben des United States Census Bureaus hat die Stadt eine Fläche von 4,3 km², die vollständig auf Land entfallen.
Die Stadt liegt 57 Kilometer (Luftlinie) und 70 Straßenkilometer südwestlich von Minneapolis. Der U.S. Highway 212, die Minnesota State Route 5 und die Minnesota State Route 25 führen durch den Ort.

## Geschichte
Norwood geht auf das Jahr 1872 zurück, die Geschichte von Young America beginnt im Jahr 1856.
Die Stadt entstand durch den Zusammenschluss der Gemeinden Norwood und Young America am 1. Januar 1997. Wegen des etwas langen Namens wird der Name der Stadt oft abgekürzt mit NYA.

## Demografische Daten
Zum Zeitpunkt des United States Census 2000 bewohnten Norwood Young America 3108 Personen. Die Bevölkerungsdichte betrug 718,6 Personen pro km². Es gab 1201 Wohneinheiten, durchschnittlich 277,7 pro km². Die Bevölkerung Norwood Young Americas bestand zu 98,10 % aus Weißen, 0,13 % Schwarzen oder African American, 0,45 % Native American, 0,42 % Asian, 0,51 % gaben an, anderen Rassen anzugehören und 0,39 % nannten zwei oder mehr Rassen. 2,64 % der Bevölkerung erklärten, Hispanos oder Latinos jeglicher Rasse zu sein.
Das mittlere Haushaltseinkommen in Norwood Young America betrug 46.152 US-Dollar und das mittlere Familieneinkommen erreichte die Höhe von 54.792 US-Dollar. Das Durchschnittseinkommen der Männer betrug 36.292 US-Dollar, gegenüber 26.837 US-Dollar bei den Frauen. Das Pro-Kopf-Einkommen in Norwood Young America war 18.431 US-Dollar. 5,6 % der Bevölkerung und 2,7 % der Familien hatten ein Einkommen unterhalb der Armutsgrenze, davon waren 4,7 % der Minderjährigen und 8,2 % der Altersgruppe 65 Jahre und mehr betroffen.
Die Bewohner Norwood Young Americas verteilten sich auf 1171 Haushalte, von denen in 40,5 % Kinder unter 18 Jahren lebten. 58,2 % der Haushalte stellten Verheiratete, 8,5 % hatten einen weiblichen Haushaltsvorstand ohne Ehemann und 28,8 % bildeten keine Familien. 24,2 % der Haushalte bestanden aus Einzelpersonen und in 11,7 % aller Haushalte lebte jemand im Alter von 65 Jahren oder mehr alleine. Die durchschnittliche Haushaltsgröße betrug 2,65 und die durchschnittliche Familiengröße 3,19 Personen.
Die Stadtbevölkerung verteilte sich auf 29,4 % Minderjährige, 9,9 % 18–24-Jährige, 31,0 % 25–44-Jährige, 18,0 % 45–64-Jährige und 11,7 % im Alter von 65 Jahren oder mehr. Das Durchschnittsalter betrug 33 Jahre. Auf jeweils 100 Frauen entfielen 93,9 Männer. Bei den über 18-Jährigen entfielen auf 100 Frauen 92,9 Männer.